# خوان خايرو غاليانو
خوان خايرو غاليانو (بالإسبانية: Juan Jairo Galeano) هو لاعب كرة قدم كولومبي في مركز الهجوم، ولد في 12 أغسطس 1962 في Andes, Antioquia ‏ في كولومبيا. شارك مع منتخب كولومبيا لكرة القدم. أما مع النوادي، فقد لعب مع أتلتيكو ناسيونال وإنديبندينتي ميديلين وديبورتيفو بيريرا ونادي ميلوناريوس.

## وصلات خارجية
- خوان خايرو غاليانو على موقع قاعدة بيانات كرة القدم.إي يو (الإنجليزية)
- خوان خايرو غاليانو على موقع ناشيونال فوتبول تيمز (الإنجليزية)
- خوان خايرو غاليانو على موقع عالم كرة القدم.نت (الإنجليزية)